# Ulf Uggason
Ulf Uggason (Úlfr Uggason) var en västisländsk bygdeskald verksam vid 900-talets slut. Han var gift med Jarngerd (Járngerðr), dotter till hövdingen Torarin korne (Þórarinn korne), vars härstamning redovisas i Landnámabók. Också Ulf var troligen som de flesta skalder högättad, men tycks aldrig ha verkat vid något främmande furstehov.
Ulfs storverk var dikten Húsdrápa, som han författade år 985 till hövdingen Olav påfågel Höskuldsson (Óláfr pái Hǫskuldsson) på Hjarðarholt. Olav skulle nämligen gifta bort sin dotter och hade låtit uppföra ett nytt "eldhus" på gården för att härbärgera gästerna. Om detta berättas i Laxdalingarnas saga. Huset var större och bättre än något som någon hade sett förut. Väggar och takloft var prydda med målade och snidda bilder ur myter och fornsagor, och så gediget utförda att väggbonader blev överflödiga. Gästabudet blev talrikt besökt:
| ” | Medbjuden där var också Ulv Uggason, som diktat ett kväde om Olav Höskuldsson och om de sagor som var målade inne i eldhuset, och det kvädet framförde han på gillet. Det kvädet är kallat Husdrapa, och det är väl gjort. Olav lönade kvädet väl. (Ohlmarks översättning.) | „ |

I Husdrapan skildras de myter som inspirerat gästabudssalens bilder. Diktens ursprungliga omfattning är omöjligt att säga något om. Endast två strofer och tio halvstrofer har bevarats. Dikten har dock haft klófastef, vilket antyder att den varit lång. Klófastef är nämligen ett flerradigt omkväde som återkommer med en rad i varje strof.
Enligt Snorre Sturlasson diktades "ett långt stycke (langt skeið) i Husdrapa efter berättelsen om Balder". (De bevarade stroferna om detta tar endast upp Balders bålfärd.) Ett annat "långt stycke" handlade om Heimdalls strid med Loke om Brisingasmycket. Där nämns det att kämparna var i sälskepnad, skriver Snorre. En bevarad fullstrof och tre halvstrofer tar också upp Tors strid mot Midgårdsormen.
Att Snorre själv betraktat Husdrapan som ett mästerverk framgår nog av det faktum att allt som överlevt av denna dikt (förutom en halvstrof) finns i Skáldskaparmál – Snorres handbok för blivande skalder. För övrigt stämmer Husdrapans framställning av hur gudarna hastar till Balders likbål så väl in på hur detta skildras i Gylfaginning, kapitel 49, att man kan ana att det är just denna drapa som varit Snorres förlaga då han mer än 200 år senare nedtecknade myten.
Om Ulf Uggasons person finns inte mycket att säga. I Njáls saga berättas att han en gång på alltinget blev invecklad i en arvsstrid med den mäktige Åsgrim Ellidagrimsson (Ásgrímr Elliðagrímsson). Ulf var på väg att vinna målet då han utmanades till holmgång av Gunnar Håmundsson på Lidarände (Gunarr Hámundarson á Hlíðarenda). Något sådant ville Ulf inte vara med om utan avstod hellre från sina krav.
En liknande episod inträffade enligt Njáls saga strax före år 1000. Skalden Torvald veile höll då på att samla ett uppbåd för att överfalla den kristne missionären Tangbrand som hämnd för mordet på Veturlide skald, och bad Ulf att ställa upp, men Ulf svarade med en liten strof i vars sista rad han klargjorde att han inte tänkte "svälja den flugan", det vill säga han stannade hemma. Om detta svar haft sin grund i en fredlig (eller räddhågsen?) natur, eller i insikten om att väpnat försvar för den hedniska tron i längden skulle visa sig utsiktslöst, är omöjligt att veta. Ohlmarks gissar att han kanske var "hemlig anhängare av kristendomen". (Fornnordiskt lexikon, Tiden, 1983, sid 368. ISBN 91-550-4044-6.)